# Alien (Filmreihe)

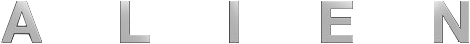

Alien ist eine bislang siebenteilige amerikanisch-britische Science-Fiction-Filmreihe, die im Jahr 1979 mit Alien – Das unheimliche Wesen aus einer fremden Welt von Regisseur Ridley Scott begann, dessen Drehbuch von Dan O’Bannon und Ronald Shusett verfasst wurde.
Neben den Kinofilmen folgten Adaptionen in der Belletristik sowie in Form von Video- und Hörspielen.
Die Crossover-Filme Alien vs. Predator und Aliens vs. Predator 2 gehören nicht zur offiziellen Alien-Filmreihe.

## Filme

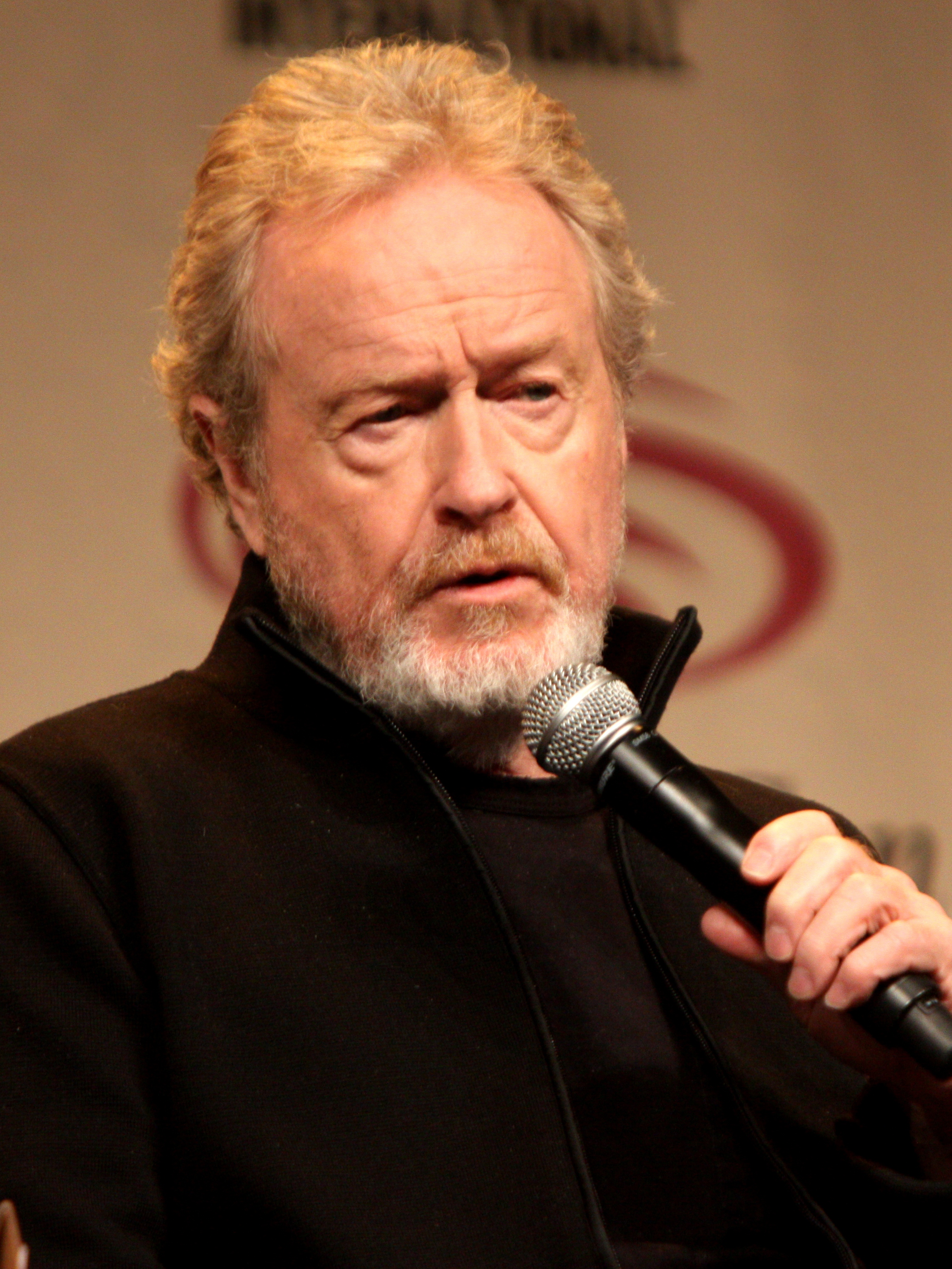
Ridley Scott (2012), Regisseur von Alien, Prometheus und Alien: Covenant

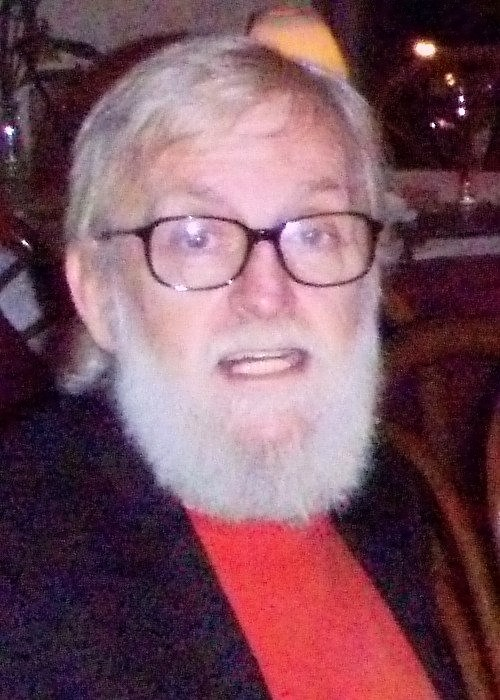
Dan O’Bannon (2008), Miterfinder und Drehbuchautor von Alien

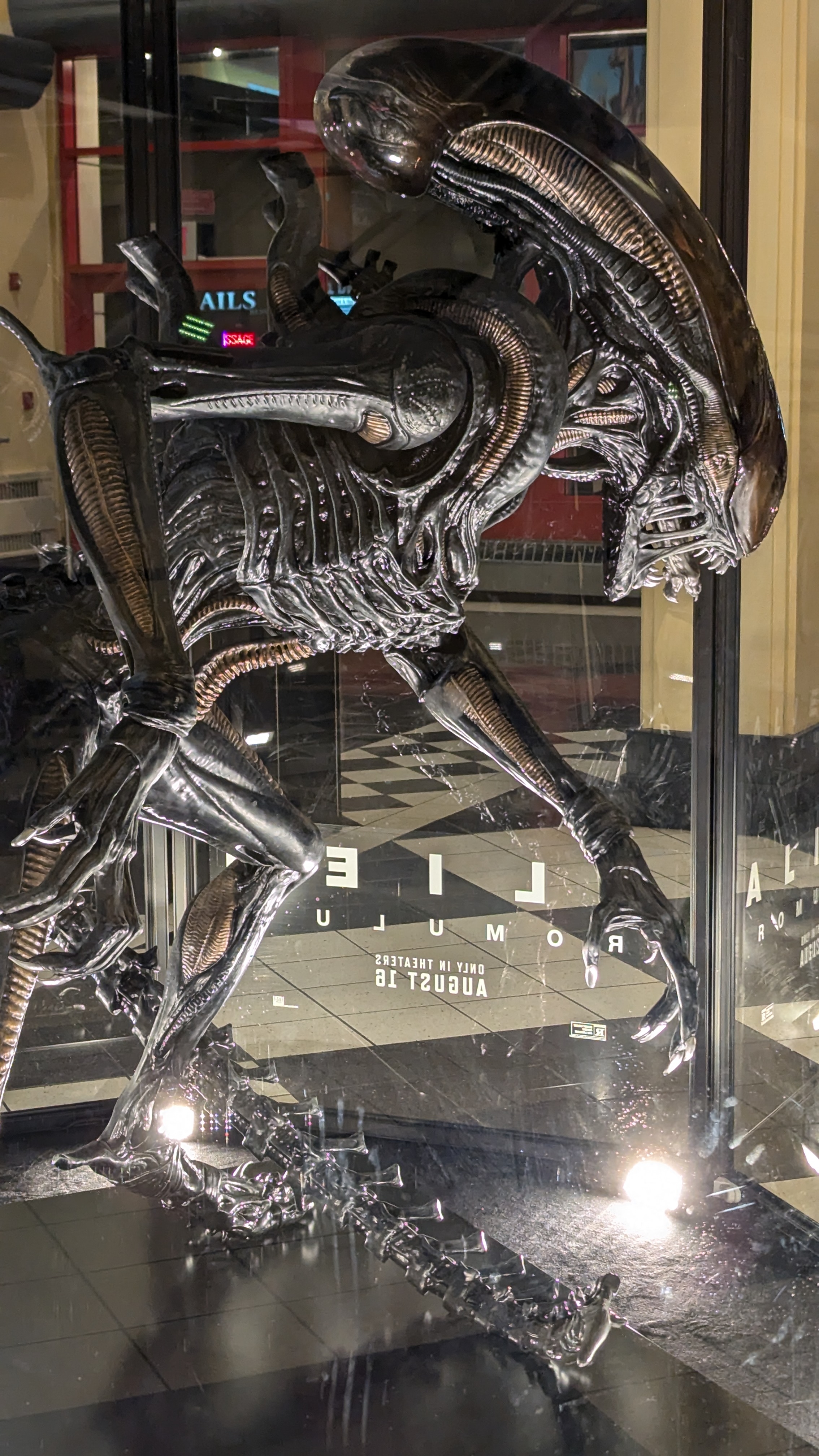
Xenomorph aus dem Film Alien: Romulus

| Jahr | Deutscher Titel                                      | Originaltitel       | Regie              | Laufzeit | chronologische Reihenfolge |
| ---- | ---------------------------------------------------- | ------------------- | ------------------ | -------- | -------------------------- |
| 1979 | Alien – Das unheimliche Wesen aus einer fremden Welt | Alien               | Ridley Scott       | 117 Min. | 3 (2122)                   |
| 1986 | Aliens – Die Rückkehr                                | Aliens              | James Cameron      | 137 Min. | 5 (2179)                   |
| 1992 | Alien 3                                              | Alien³              | David Fincher      | 114 Min. | 6 (2179)                   |
| 1997 | Alien – Die Wiedergeburt                             | Alien: Resurrection | Jean-Pierre Jeunet | 104 Min. | 7 (2379)                   |
| 2012 | Prometheus – Dunkle Zeichen (Prequel)                | Prometheus          | Ridley Scott       | 124 Min. | 1 (2089)                   |
| 2017 | Alien: Covenant (Prequel)                            | Alien: Covenant     | Ridley Scott       | 122 Min. | 2 (2104)                   |
| 2024 | Alien: Romulus                                       | Alien: Romulus      | Fede Álvarez       | 119 Min. | 4 (2142)                   |

### Alien – Das unheimliche Wesen aus einer fremden Welt
Im Jahr 2122 empfängt das Frachtraumschiff Nostromo einen Funkspruch von dem Mond LV-426. Dieser wird fälschlicherweise zunächst als Hilferuf interpretiert. Bei der Erkundung des Mondes entdeckt die Besatzung der Nostromo ein fremdartiges, anscheinend verlassenes Raumschiff und trifft dabei auf eine unbekannte Lebensform.

### Aliens – Die Rückkehr
57 Jahre später, im Jahr 2179, wird Ripleys Rettungsshuttle geborgen. Ripley hat zunächst Schwierigkeiten, ihre Erlebnisse im Zusammenhang mit LV-426 zu erklären. Jener Mond ist in der Zwischenzeit vor einigen Jahren kolonisiert worden. Als der Funkkontakt abreißt, wird ein Soldatentrupp gemeinsam mit Ripley mit dem Schiff Sulaco nach LV-426 entsandt, um die dortige Situation zu erkunden.

### Alien 3
An Bord der Sulaco kommt es zu einem Brand. Infolgedessen werden die Schlafkabinen mit einer Rettungskapsel vom Mutterschiff abgestoßen. Ripley landet auf Fury 161, einer Gefängniskolonie für männliche Schwerverbrecher.

### Alien – Die Wiedergeburt
Im Jahr 2379 wird Ellen Ripley von Wissenschaftlern an Bord der Auriga mit einer Alien-Königin im Bauch geklont. Ripley überlebt unerwartet den Eingriff, bei dem die Königin entfernt wird. Während die neue Ripley, mit der Nummer 8, zu lernen beginnt, pflanzt sich das Alien fort. Die benötigten Wirte werden in Form von Kolonisten durch Weltraumpiraten rund um Captain Elgyn geliefert.

### Prometheus – Dunkle Zeichen
Im Jahr 2089 findet das Archäologenpaar Elizabeth Shaw und Charlie Holloway überall auf der Erde Höhlenmalereien mit ein und demselben Wesen, das immer auf dasselbe Sternbild hinweist. Shaw deutet das als Einladung der sogenannten Konstrukteure auf ihren Heimatplaneten. Das passende Sternsystem ist Zeta 2 Reticuli, wohin die beiden in Begleitung anderer Forscher, des Androiden David sowie der Vertreterin der Sponsorenfirma Weyland, Meredith Vickers, an Bord der Prometheus fliegen. Dort angekommen landen sie auf dem Mond LV-223 und untersuchen pyramidenartige Gebilde, die nicht natürlichen Ursprungs sein können.

### Alien: Covenant
Das Raumschiff Covenant ist im Jahr 2104 auf einer Kolonisierungsmission unterwegs. Wegen eines Zwischenfalls müssen Reparaturarbeiten am Sonnenschild des Schiffes vorgenommen werden. Während dieser Reparaturen empfängt ein Crewmitglied Funksignale. Diese Signale können interpretiert und zurückverfolgt werden. Sie scheinen von einem Planeten zu kommen, der für eine Kolonisation geeignet zu sein scheint und näher als das ursprüngliche Ziel liegt. Die Crew beschließt, den neuen, unbekannten Planeten anzusteuern.

### Alien: Romulus
Im Jahr 2142 wollen sechs Freunde die Minenkolonie auf LV-410 verlassen, wo sie in Lohnsklaverei gehalten werden. Dazu brauchen sie Kälteschlafkapseln, die es auf einer verlassenen Raumstation im Orbit der Kolonie gibt. Doch die Station ist nicht von allen Lebensformen verlassen.

## Einspielergebnisse und Rezeption
| Jahr   | Titel                    | Einspielergebnisse (weltweit) in US-Dollar | Budget in US-Dollar | Rotten Tomatoes | Metacritic |
| ------ | ------------------------ | ------------------------------------------ | ------------------- | --------------- | ---------- |
| 1979   | Alien                    | 104.931.801                                | 011 Mio.            | 93 %            | 89/100     |
| 1986   | Aliens                   | 131.060.248                                | 018,5 Mio.          | 94 %            | 84/100     |
| 1992   | Alien 3                  | 159.814.498                                | 050 Mio.            | 45 %            | 59/100     |
| 1997   | Alien – Die Wiedergeburt | 161.376.068                                | 075 Mio.            | 56 %            | 62/100     |
| 2012   | Prometheus               | 403.354.469                                | 130 Mio.            | 73 %            | 64/100     |
| 2017   | Alien: Covenant          | 240.891.763                                | 097 Mio.            | 65 %            | 65/100     |
| 2024   | Alien: Romulus           | 350.428.667                                | 080 Mio.            | 80 %            | 64/100     |
| Gesamt | Gesamt                   | 1.551.857.514                              | 461,5 Mio.          |                 |            |

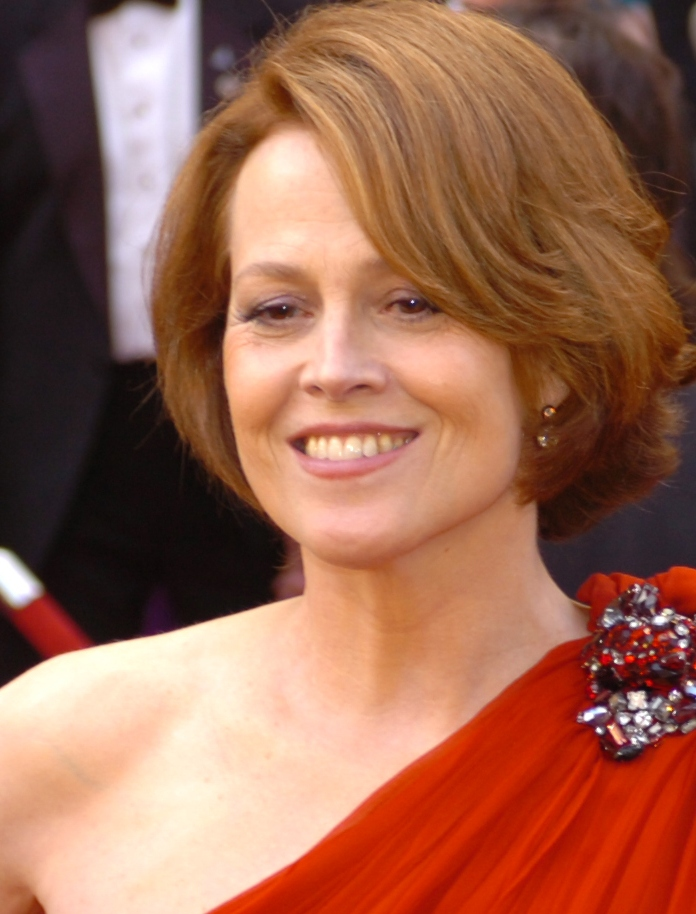
Sigourney Weaver (2010), Hauptdarstellerin der ersten vier Filme

Die Filme der Alien-Reihe wurden bislang elf Mal für den Oscar nominiert und konnten drei Auszeichnungen erringen. So wurden die visuellen Effekte von Alien – Das unheimliche Wesen aus einer fremden Welt und Aliens – Die Rückkehr prämiert. Zu den Preisträgern gehörte dabei auch HR Giger. Den dritten Oscar gab es im Jahr 1987 für den besten Tonschnitt von Aliens – Die Rückkehr. Darüber hinaus wurde im selben Jahr Sigourney Weaver als beste weibliche Hauptdarstellerin nominiert. Die letzte Oscarnominierung erhielt im Jahr 2013 der Film Prometheus – Dunkle Zeichen, für die besten visuellen Effekte.
Darüber hinaus gab es zwei Golden-Globe-Award- und 13 BAFTA-Film-Award-Nominierungen. Zwei BAFTA Awards erhielt Aliens – Die Rückkehr und einer ging an Alien – Das unheimliche Wesen aus einer fremden Welt.
Oscarnominierungen und -auszeichnungen
- 1980: Auszeichnung in der Kategorie beste visuelle Effekte für Alien – Das unheimliche Wesen aus einer fremden Welt
- 1980: Nominierung in der Kategorie bestes Szenenbild für Alien – Das unheimliche Wesen aus einer fremden Welt
- 1987: Auszeichnung in der Kategorie beste visuelle Effekte für Aliens – Die Rückkehr
- 1987: Auszeichnung in der Kategorie bester Tonschnitt für Aliens – Die Rückkehr
- 1987: Nominierung in der Kategorie beste Hauptdarstellerin für Sigourney Weaver in Aliens – Die Rückkehr
- 1987: Nominierung in der Kategorie bester Tonschnitt für Aliens – Die Rückkehr
- 1987: Nominierung in der Kategorie bestes Szenenbild für Aliens – Die Rückkehr
- 1987: Nominierung in der Kategorie bester Filmschnitt für Aliens – Die Rückkehr
- 1987: Nominierung in der Kategorie beste Filmmusik für Aliens – Die Rückkehr
- 1993: Nominierung in der Kategorie beste visuelle Effekte für Alien 3
- 2013: Nominierung in der Kategorie beste visuelle Effekte für Prometheus – Dunkle Zeichen

## Crossover
| Jahr | Deutscher Titel       | Originaltitel                | Regie                  | FSK Einstufung | Laufzeit |
| ---- | --------------------- | ---------------------------- | ---------------------- | -------------- | -------- |
| 2004 | Alien vs. Predator    | Alien vs. Predator           | Paul W. S. Anderson    | ab 16          | 97 Min.  |
| 2007 | Aliens vs. Predator 2 | Aliens vs. Predator: Requiem | Colin und Greg Strause | ab 18          | 93 Min.  |

### Alien vs. Predator
Ein Satellit des Weyland-Konzerns entdeckt im Jahr 2004 in der Antarktis ein Wärmefeld, welches auf eine tief unter dem Eis liegende Pyramide hinweist. Der todkranke Gründer der Firma, Charles Bishop Weyland, beschließt, vor seinem Tod noch in die Geschichte einzugehen, und fliegt gemeinsam mit einem Team aus Sicherheitsleuten und Forschern dorthin.

### Aliens vs. Predator 2
Aus dem getöteten Predator aus dem ersten Teil schlüpft eine Mischform aus Predator und Alien, ein sogenanntes Predalien. Es tötet die Mannschaft des Predator-Raumschiffs und entkommt nach dem Absturz mit einigen Facehuggern in die Wälder in der Nähe von Gunnison, Colorado.

### Einspielergebnisse und Kritiken
| Jahr   | Titel                 | Einspielergebnisse (weltweit) in US-Dollar | Budget in US-Dollar | Rotten Tomatoes | Metacritic |
| ------ | --------------------- | ------------------------------------------ | ------------------- | --------------- | ---------- |
| 2004   | Alien vs. Predator    | 172.544.654                                | 60 Mio.             | 22 %            | 29/100     |
| 2007   | Aliens vs. Predator 2 | 128.884.494                                | 40 Mio.             | 12 %            | 29/100     |
| Gesamt | Gesamt                | 301.429.148                                | 100 Mio.            |                 |            |

## Wiederkehrende Figuren
| Figur                             | Darsteller                  | Darsteller            | Darsteller                                | Darsteller                                | Darsteller         | Darsteller                                    |
| Figur                             | Alien (1979)                | Aliens (1986)         | Alien 3 (1992)                            | Alien 4 (1997)                            | Prometheus (2012)  | Alien: Covenant (2017)                        |
| --------------------------------- | --------------------------- | --------------------- | ----------------------------------------- | ----------------------------------------- | ------------------ | --------------------------------------------- |
| Ellen Ripley                      | Sigourney Weaver            | Sigourney Weaver      | Sigourney Weaver                          | Sigourney Weaver                          |                    |                                               |
| Captain Dallas Koblenz Arthur     | Tom Skerritt                | Fotografie            |                                           |                                           |                    |                                               |
| Navigator Joan Marie Lambert      | Veronica Cartwright         | Fotografie            |                                           |                                           |                    |                                               |
| Samuel Elias Brett                | Harry Dean Stanton          | Fotografie            |                                           |                                           |                    |                                               |
| Warrant Officer Gilbert Ward Kane | John Hurt                   | Fotografie            |                                           |                                           |                    |                                               |
| Ash                               | Ian Holm                    | Fotografie            |                                           |                                           |                    |                                               |
| Dennis Monroe Parker              | Yaphet Kotto                | Fotografie            |                                           |                                           |                    |                                               |
| Rebecca „Newt“ Jorden             |                             | Carrie Henn           | Danielle Edmond                           | Erwähnt                                   |                    |                                               |
| Bishop                            |                             | Lance Henriksen a     | Lance Henriksen a                         |                                           |                    |                                               |
| Cpl. Dwayne Hicks                 |                             | Michael Biehn         | Fotografie                                |                                           |                    |                                               |
| Dr. Elizabeth Shaw                |                             |                       |                                           |                                           | Noomi Rapace       | Fotografie b                                  |
| David                             |                             |                       |                                           |                                           | Michael Fassbender | Michael Fassbender                            |
| Peter Weyland                     |                             |                       |                                           |                                           | Guy Pearce         | Guy Pearce                                    |
| Alien                             | Bolaji Badejo, Eddie Powell | Carl Toop, Chris Webb | Tom Woodruff Jr. c, David Prior (Alien 4) | Tom Woodruff Jr. c, David Prior (Alien 4) |                    | Goran D. Kleut, Javier Botet, Andrew Crawford |
| Konstrukteur                      |                             |                       |                                           |                                           | Ian Whyte d        | Verschiedene e                                |

## Hintergrund

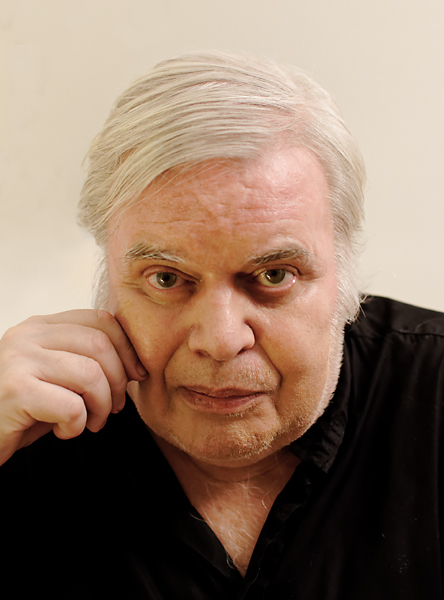
HR Giger (2012)

- Die Entstehung des Franchise wird eng mit Ridley Scott verbunden. Dabei stammte die Idee der Geschichte sowie das Drehbuch von Dan O’Bannon und Ronald Shusett.
- Dem Film Alien – Das unheimliche Wesen aus einer fremden Welt wird zugeschrieben, dass er wesentlich dazu beigetragen habe, Frauen als Hauptdarsteller im Actiongenre zu etablieren. Regisseur Ridley Scott machte es seinerzeit zu einer Bedingung, dass der Protagonist des Films von einer Frau gespielt wird.
- Das Alien selbst wurde vom Schweizer Künstler HR Giger entworfen. Die Aliens sind äußerlich einem Skelett ähnlich bzw. von einer Erscheinung, die HR Giger selbst als „Biomechanoide“ bezeichnete. Der Kopf des Aliens ist in die Länge gezogen und glatt, dabei hat es keine Augen; Giger wollte dadurch die Verwendung des Satzes „Wir werden beobachtet“ unterbinden.[20] Das zweite Gebiss des Aliens ist dem Schlundkiefer mancher Fischarten nachempfunden.[21]
- Die Kreatur hat keinen spezifischen Namen bzw. man erfährt ihn nicht. Stattdessen wird sie im ersten Film einfach nur Alien oder Organismus genannt, später auch noch Monster oder das Ding. Bei Fans hat sich der aus dem zweiten Film der Reihe stammende Begriff Xenomorph (griech. xénos: fremd/fremdartig; morphé: Gestalt/Form) durchgesetzt. Dessen weiterentwickelte Variante aus Alien: Covenant wird allgemein als Neomorph bezeichnet.
- David Fincher gab in Alien 3 sein Debüt als Spielfilmregisseur. Mit dem Ergebnis war er jedoch nicht zufrieden, weil sich Fincher vielen Wünschen der Produzenten beugen musste.
- Im Jahr 1989 erschien das Alien bereits im Dark Horse Comic Aliens vs. Predator. Ein Jahr später, im Film Predator 2, tauchte es dann in Form eines Trophäenschädels im Raumschiff auf.
- Im Februar 2015 kündigte Regisseur Neill Blomkamp, der zuvor mit seinen Science-Fiction-Filmen District 9 und Elysium aufgefallen war, an, einen fünften Teil der Hauptreihe für 20th Century Fox inszenieren zu wollen.[22] Auch solle Sigourney Weaver, mit der Blomkamp bereits bei Chappie zusammengearbeitet hatte, ihre Rolle wieder übernehmen.[23][24] Mit Drehbeginn des zweiten Prequels Alien: Covenant wurden diese Planungen auf Eis gelegt.[25][26][27]

## Trivia

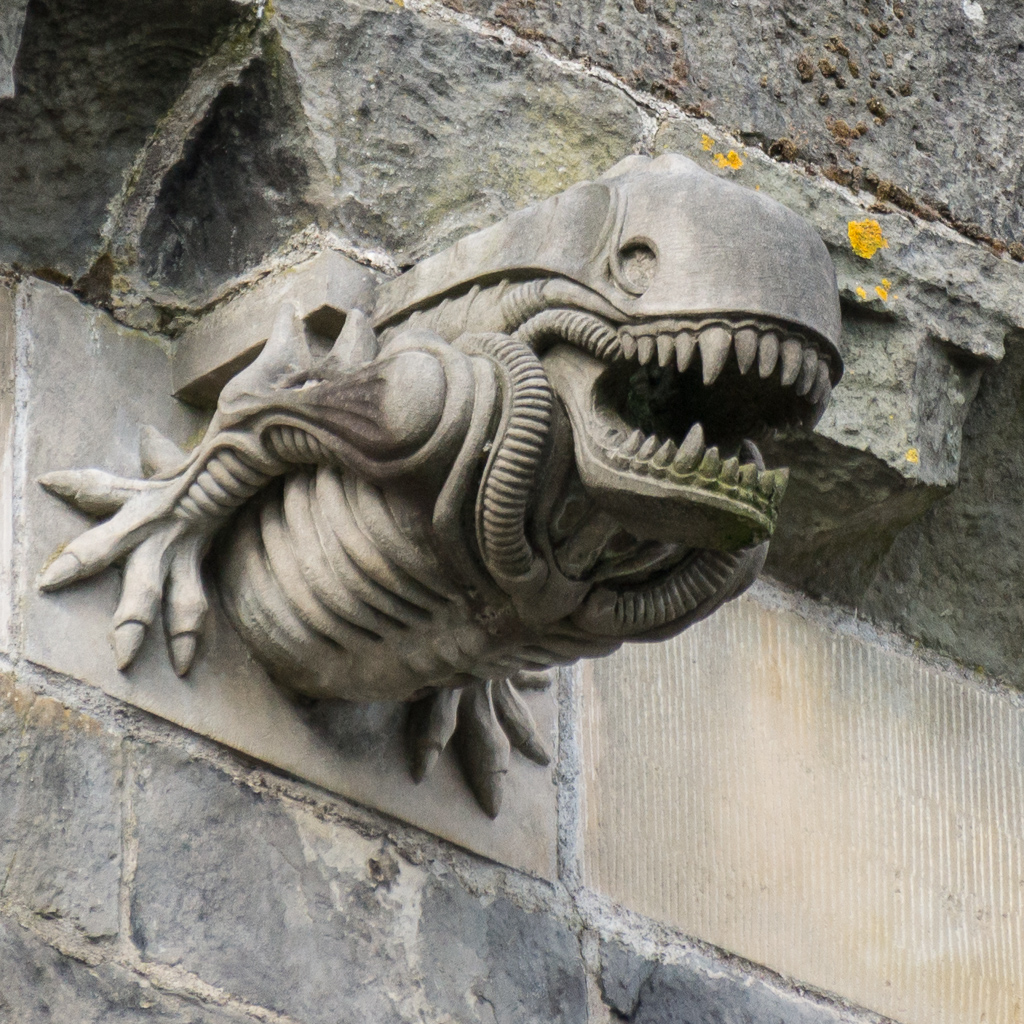
Wasserspeier in Alien-Form

- In fast jedem Film ändert sich die Anzahl der Finger des Aliens. Hat es im ersten Film noch sechs Finger an jeder Hand, halbiert sich diese Zahl in Aliens, sie erscheinen jedoch viel länger und skelettartiger. Im Film Die Wiedergeburt sind es schließlich vier, und zwar zwei längere Mittelfinger, umschlossen von zwei kürzeren.
- Im Jahr 1980 erschien der italienische Film Alien, die Saat des Grauens kehrt zurück, der von seinem Titel her suggeriert, eine Fortsetzung des Films aus dem Jahr 1979 zu sein. Es gibt jedoch keine inhaltliche Gemeinsamkeit.
- An der schottischen Paisley Abbey wurde bei Renovierungsarbeiten zu Beginn der 1990er Jahre, im Rahmen derer die meisten der Wasserspeier (engl. Gargoyle) ersetzt wurden, einer davon in Gestalt eines Alien angefertigt.[28]
- In der Fernsehserie Firefly von 2002 sieht man in der ersten Episode das Logo der Weyland-Yutani Corporation auf dem Display einer der Waffen im Raumschiff.
- In Stephen Kings Roman Duddits und dessen Verfilmung Dreamcatcher aus dem Jahr 2003 wird ein von Aliens verbreiteter tödlich wuchernder und ähnlich den Facehuggern wirkender Pilz „Ripley“ genannt.
- Beim ersten Flug des US-amerikanischen Raumschiffs Crew Dragon im Jahr 2019 war ein anthropomorphes Gerät an Bord, das in Anspielung auf die Alien-Hauptfigur den Namen Ripley trug.[29]

## Alienin weiteren Medien

### Spieleadaptionen
- Die Geschichte von Alien 3 wurde im Jahr 1992 auf diversen Spielekonsolen umgesetzt. Unter anderem für Game Boy, Super Nintendo, Game Gear und Master System
- Bereits ab dem Jahr 1993 wurden erste Spiele um das Crossover von Alien und Predator entwickelt. Besondere Bekanntheit erlangte das im Jahr 1999 erschienene Computerspiel Aliens versus Predator.
- Im Jahr 1996 erschien mit Alien Trilogy ein Ego-Shooter, in welchem man die Handlung der ersten drei Filme nachspielen kann.
- Mit Alien Resurrection aus dem Jahr 2000, folgte ein Ego-Shooter des 4. Teils.
- 2013 veröffentlichte Sega das Videospiel Aliens: Colonial Marines welches ebenfalls ein Ego-Shooter ist. Es spielt nach dem 2. und ignoriert weitgehend den 3. Teil.
- Das Videospiel Alien: Isolation siedelt sich chronologisch zwischen dem ersten und dem zweiten Kinofilm an und erzählt einen Teil der Geschichte von Ellen Ripleys Tochter, Amanda Ripley.
- Das Rollenspiel von Fria Ligan mit dem Namen Alien – The Roleplaying Game aus dem Jahr 2019[32]

### Hörspiele
- Alien – In den Schatten (2016)
- Alien – Fluss des Todes (2017)
- Alien – Wüste des Grauens (2018)

### Fernsehserie
Im Februar 2021 wurde eine Alien-Fernsehserie angekündigt, die von Noah Hawley entwickelt wurde. Die Serie mit dem Titel Alien: Earth wird seit dem 12. August 2025 auf Disney+ veröffentlicht. Im Juni 2025 wurde ein erster Trailer für die Serie auf English und Deutsch veröffentlicht und das Veröffentlichungsdatum der Serie auf Disney+ auf den 13. August festgelegt.

## Zukunft

### Alien vs. Predator 3
Nach dem Erfolg von Alien: Romulus äußerte sich Regisseur Fede Álvarez zu einer Fortsetzung von Alien vs. Predator. Er wolle den Film zusammen mit Prey-Regisseur Dan Trachtenberg inszenieren und verglich das Projekt mit From Dusk Till Dawn von Tarantino und Rodriguez.